# Puerto Ricó-i smaragdkolibri
A Puerto Ricó-i smaragdkolibri (Chlorostilbon maugaeus) a madarak (Aves) osztályának a sarlósfecske-alakúak (Apodiformes) rendjéhez, ezen belül a kolibrifélék (Trochilidae) családjához tartozó faj.
A magyar név forrással nincs megerősítve.

## Előfordulása
Puerto Rico szigetén honos. A természetes élőhelye szubtrópusi vagy trópusi száraz erdők, szubtrópusi vagy trópusi síkvidéki nedves erdők, szubtrópusi vagy trópusi mangroveerdők, szubtrópusi vagy trópusi nedves hegyi erdők.

## Megjelenése
Testhossza 9-10 centiméter, testtömege 3 gramm. Megfigyelhető a nemi kétalakúság, a hím tollruhája zöld és a farka fekete, a tojó melle fehér és a farka is fehér.

## Életmódja
Tápláléka nektárból áll.

## Szaporodása
A költési időszak februártól májusig tart. A tojó 2 apró fehér tojást rak (8–13 mm). Egy fészekcsészét készítenek füvekből és gallyakból. A hím nem játszik szerepet a fészkelésben.

## Külső hivatkozások
- Képek az interneten a fajról
- Internet Bird Collection - videók a fajról
- Xeno-canto.org - a faj hangja